# Lost & Found (album de Jorja Smith)
Pour les articles homonymes, voir Lost and Found.
Albums de Jorja Smith
Project 11
(2016) Falling or Flying (2023)
Singles
1. Blue Lights
Sortie : 26 février 2016

Lost & Found est le premier album de Jorja Smith, paru le 8 juin 2018.

## Accueil critique
Lost & Found recueille de bonnes critiques, obtenant un score de 81⁄100, sur la base de sept critiques collectées sur Metacritic.
Ryan Patrick de Exclaim! se montre élogieux et résume : « Avec des chants de formation classique, une ferveur narrative et un talent pour l'invention mélodique, Lost & Found sert à la fois d'introduction et de fondation ». Jackson Howard du site spécialisée Pitchfork donne une note élevée de 8,1⁄10 et compare Smith à Lauryn Hill. Il ajoute que l'artiste « confirme qu'elle est spéciale et rare, une demandeuse de questions impossibles mais nécessaires ».

## Liste des pistes
| 1.    | Lost & Found          | Perry                         | 5:14 |
| 2.    | Teenage Fantasy       | - Perry                       | 3:46 |
| 3.    | Where Did I Go?       | - Cadenza - Wills             | 3:11 |
| 4.    | February 3rd          | - J. LBS - Kleinman - Uzowuru | 4:02 |
| 5.    | On Your Own           | - Thomas - Lebbing            | 4:01 |
| 6.    | The One               | - Thomas - Lebbing            | 3:17 |
| 7.    | Wandering Romance     | Felix                         | 4:35 |
| 8.    | Blue Lights           | - Joyce - Engine Earz         | 4:10 |
| 9.    | Lifeboats (Freestyle) | Misch                         | 2:52 |
| 10.   | Goodbyes              | Thomas                        | 3:50 |
| 11.   | Tomorrow              | - Thomas                      | 3:52 |
| 12.   | Don't Watch Me Cry    |                               | 3:10 |
| 46:00 |                       |                               |      |

## Classements hebdomadaires
| Classement (2018)              | Meilleure place |
| ------------------------------ | --------------- |
| Allemagne (Media Control AG)   | 61              |
| Australie (ARIA)               | 13              |
| Belgique (Flandre Ultratop)    | 12              |
| Belgique (Wallonie Ultratop)   | 22              |
| Canada (Canadian Albums Chart) | 42              |
| Danemark (Tracklisten)         | 31              |
| Écosse (OCC)                   | 15              |
| États-Unis (Billboard 200)     | 41              |
| France (SNEP)                  | 17              |
| Irlande (IRMA)                 | 14              |
| Nouvelle-Zélande (RIANZ)       | 16              |
| Pays-Bas (Mega Album Top 100)  | 12              |
| Royaume-Uni (UK Albums Chart)  | 3               |
| Royaume-Uni (R&B Albums)       | 1               |
| Suède (Sverigetopplistan)      | 57              |
| Suisse (Schweizer Hitparade)   | 9               |

## Certifications
| Pays              | Certification | Ventes  |
| ----------------- | ------------- | ------- |
| France (SNEP)     | Platine       | 100 000 |
| Royaume-Uni (BPI) | Or            | 100 000 |